# Bündnis 90/Die Grünen
Bündnis 90/Die Grünen is een Duitse politieke partij die in 1993 ontstond door het samengaan van de voormalig Oost-Duitse partij Bündnis 90 ("Verbond 90") met de voormalig West-Duitse tegenhanger Die Grünen ("de Groenen"). De partij heeft een linkse signatuur en is momenteel de derde grootste partij in de Bondsdag, na de SPD en de Union (CDU/CSU).
Bündnis 90/Die Grünen is te vergelijken met Groen en Ecolo in België en GroenLinks in Nederland en maakt dan ook net als deze partijen deel uit van de Europese Groene Partij. De partij behoort tot de fractie van de Groenen/Vrije Europese Alliantie.

## Geschiedenis

### Ontstaan en eerste tien jaren
Die Grünen ontstonden midden tot eind jaren 70 in het toenmalige West-Duitsland, als samenwerking tussen ecologisten en pacifisten. In 1979 namen de Groenen deel aan de Europese verkiezingen, waarbij ze 3,2% van de stemmen behaalden. Petra Kelly en Herbert Gruhl waren de vooruitgeschoven kandidaten bij deze verkiezingen.
De partij werd officieel opgericht op 13 januari 1980 in Karlsruhe met als kernwoorden sociaal, milieubewust, basisdemokratisch en pacifistisch.
Bij de Bondsdagverkiezingen van 1983 behaalde de partij 5,6% van de Zweitstimmen, net boven de kiesdrempel van 5%, en werd daarmee voor het eerst met 27 zetels op nationaal niveau vertegenwoordigd. Twee jaar later gingen Die Grünen voor het eerst deel uitmaken van een deelstaatregering: in Hessen vormde de partij een rood-groene coalitie met de sociaaldemocratische SPD. In deze regering werd Joschka Fischer minister voor Milieu.
De partij bleef populairder worden bij het electoraat en groeide bij de Bondsdagverkiezingen in 1987 naar 8,3% van de Zweitstimmen en 44 zetels.

### Val van de muur en samenwerking met Bündnis 90
De val van de Muur en de daaropvolgende hereniging van Oost- en West-Duitsland was ook voor Die Grünen een belangrijke gebeurtenis, alhoewel ze zelf de slogan Alle reden von Deutschland, wir reden vom Klima ("Iedereen praat over (de hereniging van) Duitsland, wij praten over het klimaat") gebruikten bij de verkiezingen van 1990. In dat jaar werd ook de fusie met de Grüne Partei der DDR een feit.
Juist de verkiezingen van 1990 maakten de hereniging van de beide Duitslanden belangrijk voor Die Grünen: in het voormalige Westen haalde men de kiesdrempel niet en zou uit de Bondsdag verdwijnen. Alleen door een uitzondering (de kiesdrempel werd voor West en Oost apart berekend) kwam de partij in de Bondsdag. In het voormalige Oosten namen Die Grünen namelijk deel aan de lijstverbinding Bündnis 90/Grüne - BürgerInnenbewegung (B90/Gr), die 8 zetels binnenhaalde.
Bündnis 90 was een samenwerkingsverband van verschillende Oost-Duitse burgerbewegingen, waaronder Demokratie jetzt, Initiative Frieden und Menschenrechte en delen van het Neue Forum. Na gezamenlijke deelname aan de Volkskammerverkiezingen eerder in 1990 onder de naam Bündnis 90: Bürger für Bürger, werd in september 1991 besloten samen te gaan onder de noemer Bündnis 90.
In mei 1993 fuseerden Die Grünen en Bündnis 90 tot het huidige Bündnis 90/Die Grünen. Onder de nieuwe naam nam de partij in 1994 voor het eerst deel aan de verkiezingen, waarbij 7,3% van de stemmen (49 zetels) werden behaald. De politieke jongerenorganisatie Grüne Jugend zag datzelfde jaar het licht en in 1996 werden de politieke stichtingen van de voormalige partijen verenigd in de cultureel-maatschappelijke Heinrich-Böll-Stiftung, statutair gevestigd te Berlijn.

### Regeringsdeelname in de kabinetten-Schröder

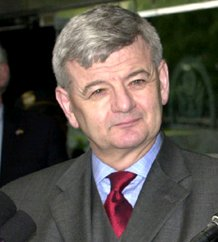
Joschka Fischer

Na de Bondsdagverkiezingen van 1998 slaagde Bündnis 90/Die Grüne erin om voor het eerst de macht te grijpen op federaal niveau. De partij had weliswaar een licht verlies van twee zetels geleden, maar door de forse winst van de SPD was een nipte linkse meerderheid ontstaan waardoor de twee partijen samen een rood-groene coalitie konden vormen. Onder leiding van bondskanselier Gerhard Schröder (SPD) werd een kabinet gesmeed, waarmee de Groenen voor het eerst deel gingen uitmaken van de bondsregering. De Groene ministers in dit kabinet waren Joschka Fischer (Buitenlandse Zaken en vicekanselier), Andrea Fischer (Volksgezondheid) en Jürgen Trittin (Milieu). Vanwege de BSE-crisis stapte Andrea Fischer in 2001, samen met SPD-minister van Landbouwzaken Karl-Heinz Funke, op, waarna zij werd vervangen door SPD-politica Ulla Schmidt. Funke werd op zijn beurt opgevolgd door Grünen-politica Renate Künast.
Een veelbesproken feit was dat Joschka Fischer als minister van Buitenlandse Zaken voor het eerst na de Tweede Wereldoorlog Duitse soldaten aan een oorlog liet deelnemen. Het ging om de Kosovo-oorlog die op 24 maart 1999 begon. Gezien het feit dat Bündnis 90/Die Grünen altijd een pacifistische partij was geweest, had de partijbasis veel kritiek op dit besluit. Fischer verdedigde zich met de zin "Wir haben immer gesagt: 'Nie wieder Krieg!' Aber wir haben auch immer gesagt: 'Nie wieder Auschwitz!'" ("Wij hebben altijd gezegd: 'Nooit meer oorlog!' Maar wij hebben ook altijd gezegd: 'Nooit meer Auschwitz!'")
In 2002 waren er nieuwe Bondsdagverkiezingen, waarbij de partij haar beste resultaat tot dan toe realiseerde: 8,6% van de stemmen en 55 zetels, waaronder het eerste Direktmandat (een direct gekozen zetel), behaald in het Berlijnse kiesdistrict 84 (onder andere Friedrichshain, Prenzlauer Berg-Oost en Kreuzberg). Ondanks een teruggang van de SPD, die slechts nipt de grootste fractie van de Bondsdag bleef, werd de rood-groene coalitie onder Schröder gecontinueerd. De Groene ministers van het kabinet-Schröder I bleven ook in Schröder II op hun post.

### Oppositie (2005–2021)
Hoewel Bündnis 90/Die Grünen bij de volgende Bondsdagverkiezingen in 2005 maar licht verloor (0,4% minder en 4 zetels eraf), bleek voortzetting van de rood-groene coalitie door het zware verlies van de SPD onmogelijk. In plaats van de Groenen was het nu de grootste partij, CDU/CSU, die een zogenaamde grote coalitie met de SPD vormde. Bündnis 90/Die Grünen werd van regeringspartij de kleinste oppositiepartij, na de FDP en Die Linke.
Ook na de Bondsdagverkiezingen van 2009, 2013 en 2017 bleven de Groenen in de oppositie, al werd in 2017 wel geprobeerd om met christendemocraten (CDU/CSU) en liberalen (FDP) een Jamaica-coalitie te vormen. Het was de FDP die de stekker uit de onderhandelingen trok, waarna de Groenen opnieuw in de oppositiebanken kwamen.

### Regeringsdeelname in het kabinet-Scholz
Onder partijvoorzitters Robert Habeck en Annalena Baerbock leidden de Duitse Bondsdagverkiezingen 2021 voor Bündnis 90/Die Grünen tot een enorme zetelwinst. De partij boekte een nationaal record met 14,8 procent van de stemmen. Samen met de andere winnaars, SPD en FDP, werd een verkeerslichtcoalitie gevormd (het kabinet-Scholz), tevens het eerste driepartijenkabinet op landelijk niveau in Duitsland. De Groenen, die na zestien jaar oppositievoeren weer aan de macht kwamen, leverden vijf ministers, onder wie Habeck (als vicekanselier en Minister van Economie en Klimaat) en Baerbock (als minister van Buitenlandse Zaken).

## Partijvoorzitters

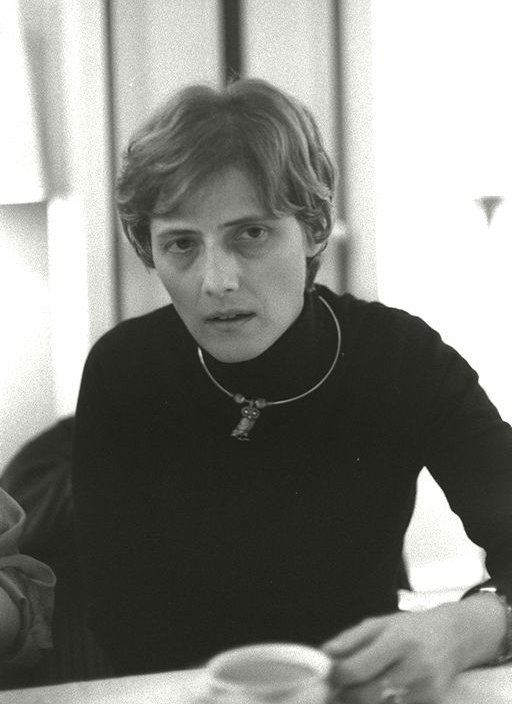
Petra Kelly in 1987

### Die Grünen (1979–1993)
| Termijn   | Voorzitters     | Voorzitters       | Voorzitters             |
| --------- | --------------- | ----------------- | ----------------------- |
| 1979      | Herbert Gruhl   | August Haußleiter | Helmut Neddermeyer      |
| 1980      | Petra Kelly     | Dieter Burgmann   | Norbert Mann            |
| 1981–1982 | Petra Kelly     | Dieter Burgmann   | Manon Maren-Grisebach   |
| 1982–1983 | Rainer Trampert | Wilhelm Knabe     | Manon Maren-Grisebach   |
| 1983–1984 | Rainer Trampert | Wilhelm Knabe     | Rebekka Schmidt         |
| 1984–1987 | Rainer Trampert | Jutta Ditfurth    | Lukas Beckmann          |
| 1987–1988 | Regina Michalik | Jutta Ditfurth    | Christian Schmidt       |
| 1989–1990 | Ralf Fücks      | Ruth Hammerbacher | Verena Krieger          |
| 1990–1991 | Renate Damus    | Heide Rühle       | Hans-Christian Ströbele |
| 1991–1993 | Ludger Volmer   | Christine Weiske  | Christine Weiske        |

### Bündnis 90/Die Grünen (sinds 1993)
Het partijvoorzitterschap wordt bekleed door een duo, vrijwel altijd een man en een vrouw.

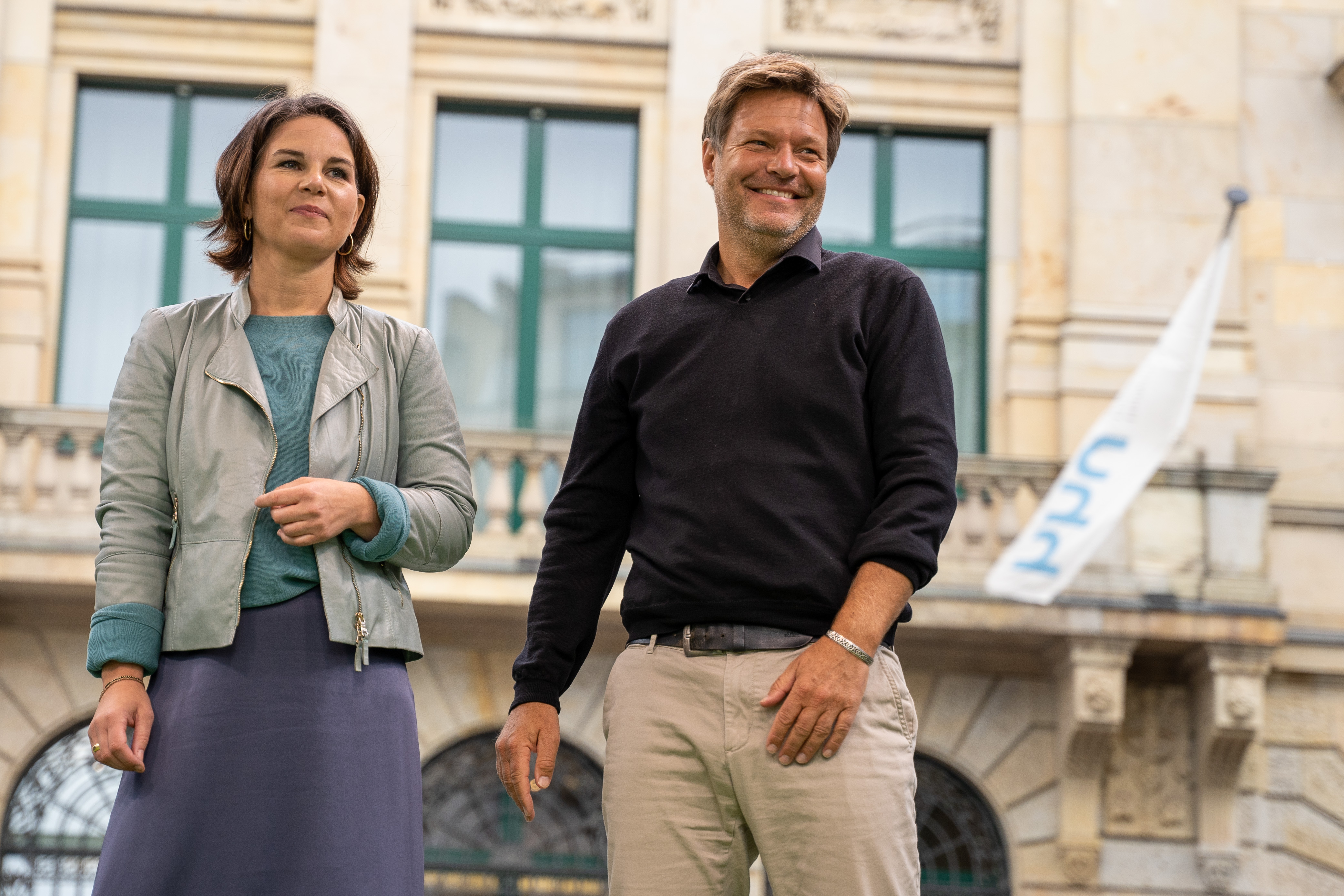
Annalena Baerbock en Robert Habeck in 2021

| Termijn    | Voorzitters        | Voorzitters        |
| ---------- | ------------------ | ------------------ |
| 1993–1994  | Ludger Volmer      | Marianne Birthler  |
| 1994–1996  | Jürgen Trittin     | Krista Sager       |
| 1996–1998  | Jürgen Trittin     | Gunda Röstel       |
| 1998–2000  | Antje Radcke       | Gunda Röstel       |
| 2000–2001  | Fritz Kuhn         | Renate Künast      |
| 2001–2002  | Fritz Kuhn         | Claudia Roth       |
| 2002–2004  | Reinhard Bütikofer | Angelika Beer      |
| 2004–2008  | Reinhard Bütikofer | Claudia Roth       |
| 2008–2013  | Cem Özdemir        | Claudia Roth       |
| 2013–2018  | Cem Özdemir        | Simone Peter       |
| 2018–2022  | Robert Habeck      | Annalena Baerbock  |
| 2022–2024  | Omid Nouripour     | Ricarda Lang       |
| sinds 2024 | Felix Banaszak     | Franziska Brantner |

## Vicekanseliers en ministers-presidenten
Bündnis 90/Die Grünen leverde nog nooit de bondspresident of de bondskanselier van Duitsland, maar wel twee keer een vicekanselier:
- Joschka Fischer (1998–2005)
- Robert Habeck (sinds 2021)

Daarnaast leverde de partij eenmaal de minister-president van een deelstaat: sinds 2011 leidt Winfried Kretschmann de regering van Baden-Württemberg.

## Verkiezingsuitslagen

### Bondsdagverkiezingen
Bündnis 90/Die Grünen (tot 1993 Die Grünen) behaalde de volgende resultaten bij de verkiezingen voor de Bondsdag:
| Jaar | Spitzenkandidaat                       | Percentage | Zetels    | Positie na verkiezingen              |
| ---- | -------------------------------------- | ---------- | --------- | ------------------------------------ |
| 1980 | –                                      | 1,5%       | 0 / 519   | niet in de Bondsdag vertegenwoordigd |
| 1983 | –                                      | 5,6%       | 28 / 520  | oppositie                            |
| 1987 | –                                      | 8,3%       | 44 / 519  | oppositie                            |
| 1990 | –                                      | 5,0%       | 8 / 662   | oppositie                            |
| 1994 | –                                      | 7,3%       | 49 / 672  | oppositie                            |
| 1998 | –                                      | 6,7%       | 47 / 669  | coalitieregering (Schröder I)        |
| 2002 | Joschka Fischer                        | 8,6%       | 55 / 603  | coalitieregering (Schröder II)       |
| 2005 | Joschka Fischer                        | 8,1%       | 51 / 614  | oppositie                            |
| 2009 | Jürgen Trittin & Renate Künast         | 10,7%      | 68 / 622  | oppositie                            |
| 2013 | Jürgen Trittin & Katrin Göring-Eckardt | 8,4 %      | 63 / 631  | oppositie                            |
| 2017 | Katrin Göring-Eckardt & Cem Özdemir    | 8,9 %      | 67 / 709  | oppositie                            |
| 2021 | Annalena Baerbock                      | 14,7 %     | 118 / 736 | coalitieregering (Scholz)            |
| 2025 | Robert Habeck                          | 11,6%      | 85 / 630  | oppositie                            |

### Landdagverkiezingen
In 13 van de 16 Duitse deelstaten is Bündnis 90/Die Grünen vertegenwoordigd in het deelstaatparlement (in de meeste gevallen de Landdag genoemd). Bij de meest recente deelstaatverkiezingen behaalde de partij de volgende resultaten:
| Deelstaat                 | Jaar | Percentage | Zetels   | Positie na verkiezingen                 |
| ------------------------- | ---- | ---------- | -------- | --------------------------------------- |
| Baden-Württemberg         | 2021 | 32,6%      | 58 / 154 | coalitieregering (met CDU)              |
| Beieren                   | 2023 | 14,4%      | 32 / 203 | oppositie                               |
| Berlijn                   | 2023 | 18,4%      | 34 / 159 | oppositie                               |
| Brandenburg               | 2024 | 4,1%       | 0 / 88   | niet vertegenwoordigd                   |
| Bremen                    | 2023 | 11,9%      | 11 / 87  | coalitieregering (met SPD en Die Linke) |
| Hamburg                   | 2020 | 24,2%      | 33 / 123 | coalitieregering (met SPD)              |
| Hessen                    | 2023 | 14,8%      | 22 / 133 | oppositie                               |
| Mecklenburg-Voor-Pommeren | 2021 | 6,3%       | 5 / 79   | oppositie                               |
| Nedersaksen               | 2022 | 14,5%      | 24 / 146 | coalitieregering (met SPD)              |
| Noordrijn-Westfalen       | 2022 | 18,2%      | 39 / 195 | coalitieregering (met CDU)              |
| Rijnland-Palts            | 2021 | 9,3%       | 10 / 101 | coalitieregering (met SPD en FDP)       |
| Saarland                  | 2022 | 4,99%      | 0 / 51   | niet vertegenwoordigd                   |
| Saksen                    | 2024 | 5,1%       | 7 / 120  | oppositie                               |
| Saksen-Anhalt             | 2021 | 5,9%       | 6 / 97   | oppositie                               |
| Sleeswijk-Holstein        | 2022 | 18,3%      | 14 / 69  | coalitieregering (met CDU)              |
| Thüringen                 | 2024 | 3,2%       | 0 / 88   | niet vertegenwoordigd                   |

### Europese verkiezingen
Bündnis 90/Die Grünen (tot 1993 Die Grünen) behaalde de volgende resultaten bij de verkiezingen voor het Europees Parlement:
| Jaar | Percentage | Zetels  |
| ---- | ---------- | ------- |
| 1979 | 3,2%       | 0 / 81  |
| 1984 | 8,2%       | 7 / 81  |
| 1989 | 8,4%       | 8 / 81  |
| 1994 | 10,1%      | 12 / 99 |
| 1999 | 6,4%       | 7 / 99  |
| 2004 | 11,9%      | 13 / 99 |
| 2009 | 12,1%      | 14 / 99 |
| 2014 | 10,7%      | 11 / 96 |
| 2019 | 20,5%      | 21 / 96 |
| 2024 | 11,9%      | 12 / 96 |

## Bündnis 90/Die Grünen in Europa
Op Europees niveau behoort Bündnis 90/Die Grünen tot de Europese Groene Partij (EGP). In het Europees Parlement maakt de partij dan ook deel uit van De Groenen/Vrije Europese Alliantie. De enige Eurocommissaris die  Bündnis 90/Die Grünen tot nog toe leverde was Michaele Schreyer, die in de commissie-Prodi (1999–2004) verantwoordelijk was voor Begroting. Een andere prominente politicus namens de partij was Reinhard Bütikofer, lid van het Europees parlement (2009–2024) en co-voorzitter van de EGP (2012–2019).